# 脱輪タイヤ衝突バス事故
脱輪タイヤ衝突バス事故（だつりんタイヤしょうとつバスじこ）とは、2008年（平成20年）4月11日に静岡県牧之原市坂部の東名高速道路において発生した交通事故。東名高速下り線を走っていた名阪近鉄バスの貸切バスが、上り車線を走行していた大型トラックから脱輪したタイヤ（直径1m、100kg）に直撃され、バス運転士1名が殉職した事故である。

## 事故の経緯
2008年（平成20年）4月11日午前8時半ごろ、名阪近鉄バスの貸切バス（日野・セレガ）は、日帰りのツアー客39人とバス運転士、添乗員の計41人を乗せ、愛知県一宮市を出発。大井川鐵道の蒸気機関車列車に乗るなど、静岡県内を巡る日程が組まれていた。
同日午前11時8分頃、静岡県牧之原市坂部で東名高速下り線を走っていた大型トラックから、左後輪のタイヤ1本（直径約1m）が外れ、道路を飛び跳ねながら中央分離帯を乗り越え、上り線追い越し車線を走行中のバス前部を上方から直撃した。タイヤはフロントガラスを突き破ってバス運転士に当たり、バス運転士は顔や胸を強打してほぼ即死の形で死亡。その後タイヤは車中を転がり、乗客の男女7人が打撲や割れたガラスなどで軽傷を負った。
バスは衝突から60mほど進み、中央分離帯に寄る形で停止した。この事故によりツアーは中止された。

## 運転士死亡時の状況
バス運転士は、レスキュー隊が駆け付けた時には既に死亡していた。ハンドルを握ってブレーキペダルに足を置き、サイドブレーキを引いた状態で亡くなっていた。
バスガイドは「（タイヤが激突した後の運転士は）グタッとしていた。そこで私がサイドブレーキを引こうとした」と証言した。また乗客は「スーッと停車した」「バスガイドがサイドブレーキを引こうとしたら既に引いてあった」と証言した。静岡県警察高速道路交通警察隊の隊員は「あの状況でよくブレーキを引いた」と述べた。
怪我をした乗客らは病院で治療を受けるまで、運転士が死亡したことを知らなかった。

## バス運転士について
死亡した名阪近鉄バスのバス運転士（岐阜県大垣市在住）は入社以来無事故無違反のベテランであり、所属する営業所の運転士47人中3人しか持っていない「師範運転士」の肩書を持っていた。
また、事故当日が57歳の誕生日であり、午前7時過ぎに同僚やバスガイドから誕生日を祝われ、プレゼントを受け取っていた。翌日には家族と誕生日祝いで温泉に行くことになっていた。
報道各社の取材に対し、関係者からは以下のように評された。

## 殉職した運転士の表彰
バス運転士はこの件で同年5月22日、中部運輸局長から
として、岐阜県バス協会の推薦により運輸局長賞を受賞し、妻が代理で賞状を受け取った。事故で亡くなった運転手にこの賞が授与されるのは初となる。
また、公益財団法人社会貢献支援財団からも人命救助の功績を表彰され、平成20年度日本財団賞を受賞した。

## 事故原因
外れたタイヤのボルト8本すべてが破断し、うち2本は断面が錆びていたために、2本は事故のかなり前に折れた可能性が高く、その原因として整備不良や過積載が指摘された。
事故の翌日4月12日、道路交通法違反、道路運送車両法違反、自動車運転過失致死容疑で、トラックの男性運転手が勤務する産業廃棄物収集運搬会社「京阪産業」（本社：静岡県静岡市）の営業所が強制家宅捜索され、これによって2007年9月の同社のトラックの過積載が発覚し、同社専務が逮捕された。
なお「京阪産業」は、京阪電気鉄道および京阪グループとは無関係である。また、2000年代には三菱リコール隠しによるタイヤ脱輪事故が社会問題となっていたが、この事故の加害車両はいすゞ自動車製であった。